# Limone Femminello del Gargano
Espèce
Le Limone Femminello del Gargano, citron de Gargano est une IGP de citron produite sur une zone délimitée des communes du Jardin d'agrumes du Gargano: Vico del Gargano, Ischitella et Rodi Garganico, Province de Foggia, sur le littoral septentrional du promontoire du Gargano en Italie.
Cette IGP est particulière parmi les citrons labellisés car la qualité de fruit tient à la fois des singularités pédoclimatiques locales mais aussi aux cultivars traditionnels et au porte-greffe bigaradier, contraintes horticoles inhabituelles. Slow Food écrit qu'il s'agit d'un exemple important d'agriculture historique, résultat de choix agronomiques intelligents en harmonie avec le savoir faire, le climat et le sol.

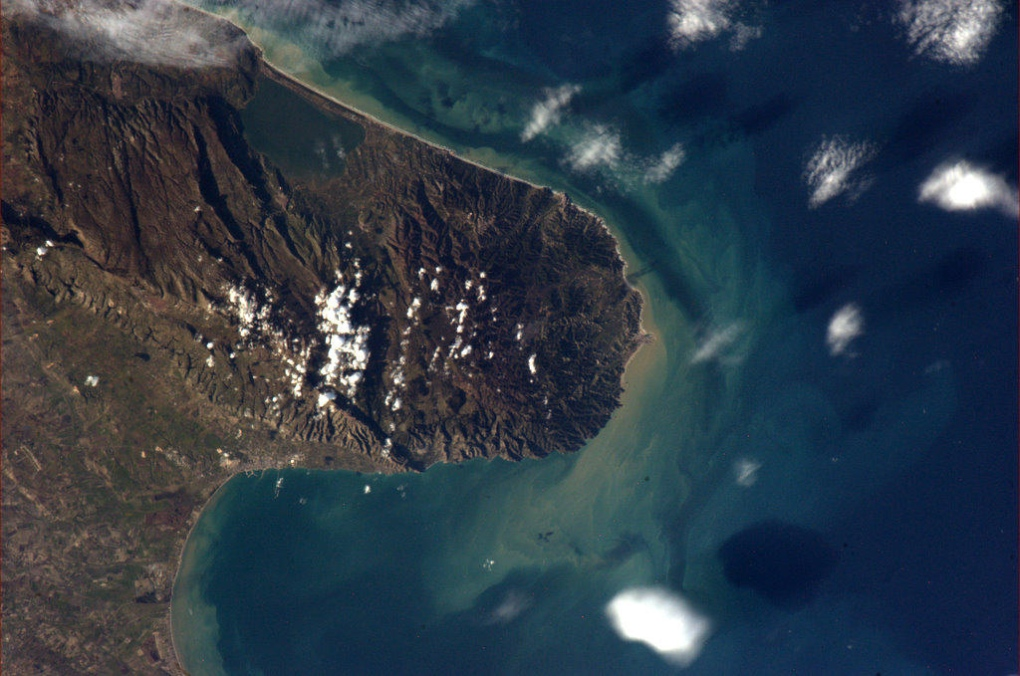
La promontoire de Gargano vue de satellite

## Histoire
On lit que le Femminello de Gargano est la plus ancienne variété de citron d'Italie (c'est sans compter l'Antiquité romaine, ni le Moyen Âge arabe puisqu'Ibn al-ʿAwwâm décrit au XIIe siècle des citrons acides longs pointus et des ronds de Perse). Le promontoire de Gargano se prête à la culture des agrumes à cause des nombreuses sources qui assurent sa richesse en eau douce.
La culture des agrumes sur le promontoire remonterait à l'époque byzantine, Gargano est au nord du Catépanat des Pouilles. Léon d'Ostie (1046 - 1116) rapporterait qu'en 1003 au sanctuaire Saint-Michel-Archange du mont Gargan le Lombard Melo de Bari (970 - 1020) aurait incité des pèlerins normands à l'aider dans la conquête des Pouilles dont il montrait la richesse par des paniers d'agrumes (vraisemblablement des bigarades). La production en grande culture est attestée en 1818, 1830.
Il s'agit d'un citron largement exporté et produit au XIXe siècle, les communes de la zone IGP produisaient alors de nombreux agrumes dont un citron à jus amer (Citrus medica), un autre à jus doux, des bergamotes, des limes d'Espagne, etc. La culture connait un déclin avec la mondialisation du verger, jusqu'aux années 2000 (226 ha en 2002, 147 ha en 2007). Comme pour les autres IGP de citron européennes, une stratégie de qualité avec la labellisation a inversé la décadence.

### IGP
L'IGP Limone Femminello del Gargano (IGP) a été enregistrée par le Règlement (CE) N° 148/2007 de la Commission du 15 février 2007, publié au JOUE le 16, et modifié par les Règlements d'exécution 2018/996 des 12 juillet 2018 et JOUE du 13 juillet 2021 et 2021/588 de la Commission du 6 avril 2021 publié au JOUE du 13. Le cahier des charges (Disciplinare di produzione) mis à jour est disponible en italien.

## Description

### Culture

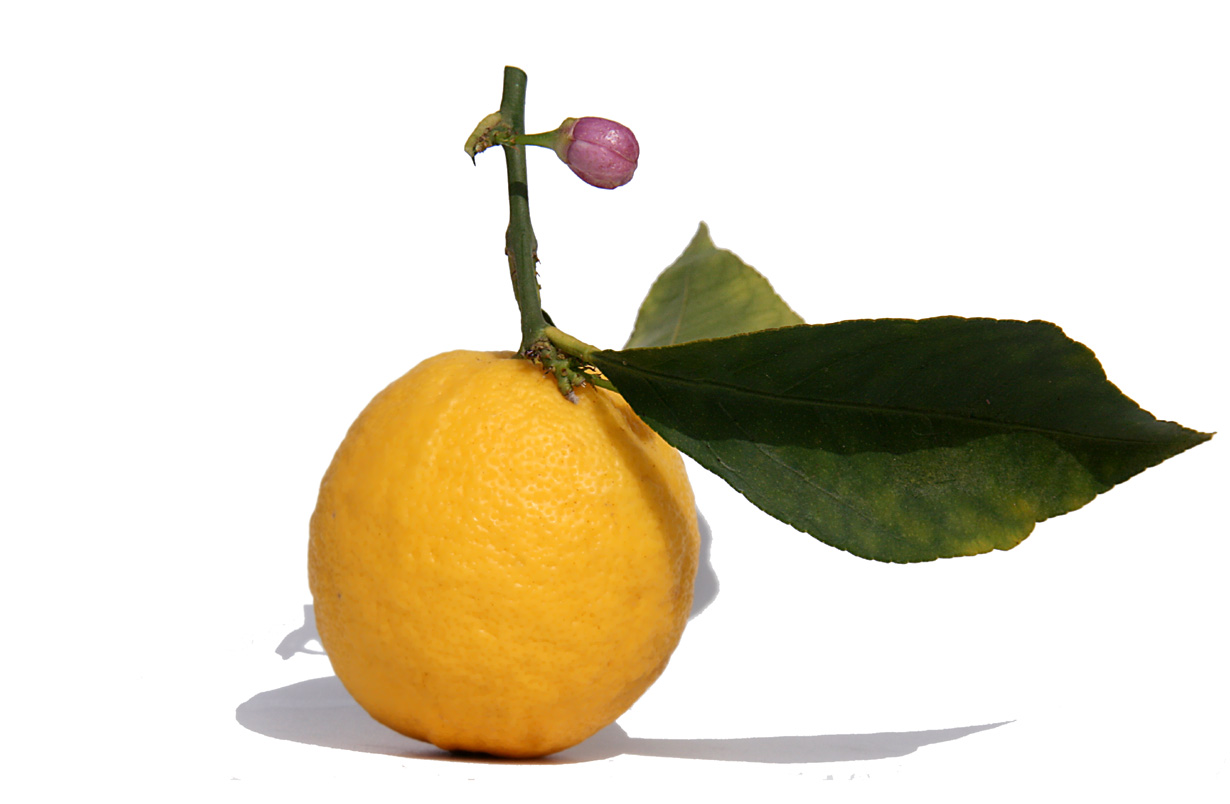
Femminello à peau lisse Lustrino

Il s'agit d'un citron méditerranéen traditionnel : Ennio Lazzarini (2013) écrit qu'il est le citron anti-scorbutique par excellence, il cite les nombreuses vertus médicinales qu'on lui attribue. Le cahier des charges reprend les divers usages horticoles traditionnels:
- Greffe exclusivement sur un bigaradier local - le Melangolo (Citrus aurantium L.) - avant 2018, puis principalement de nos jours car le Melangolo tend à disparaitre. Le sol calcaire justifie ce choix (sols rouges méditerranéens, riche en potassium et oligo-éléments) qui a pour effet de produire des fruits juteux à peau épaisse[14].

- Le rendement des deux variétés ne peut excéder 35 t/ha (entre 250 et 400 arbres/ha) sur terrasses de murs de pierre sèches, haies coupe-vent végétales. La taille est conduite en dôme creux (demi sphère inversée ouverte).

- 2 types stabilisés de citronnier Femminello comune local sont admis (qui varient de forme, taille et poids selon la date de floraison dans la mesure où la production se fait toute l'année)Femminello oblong Fusillo

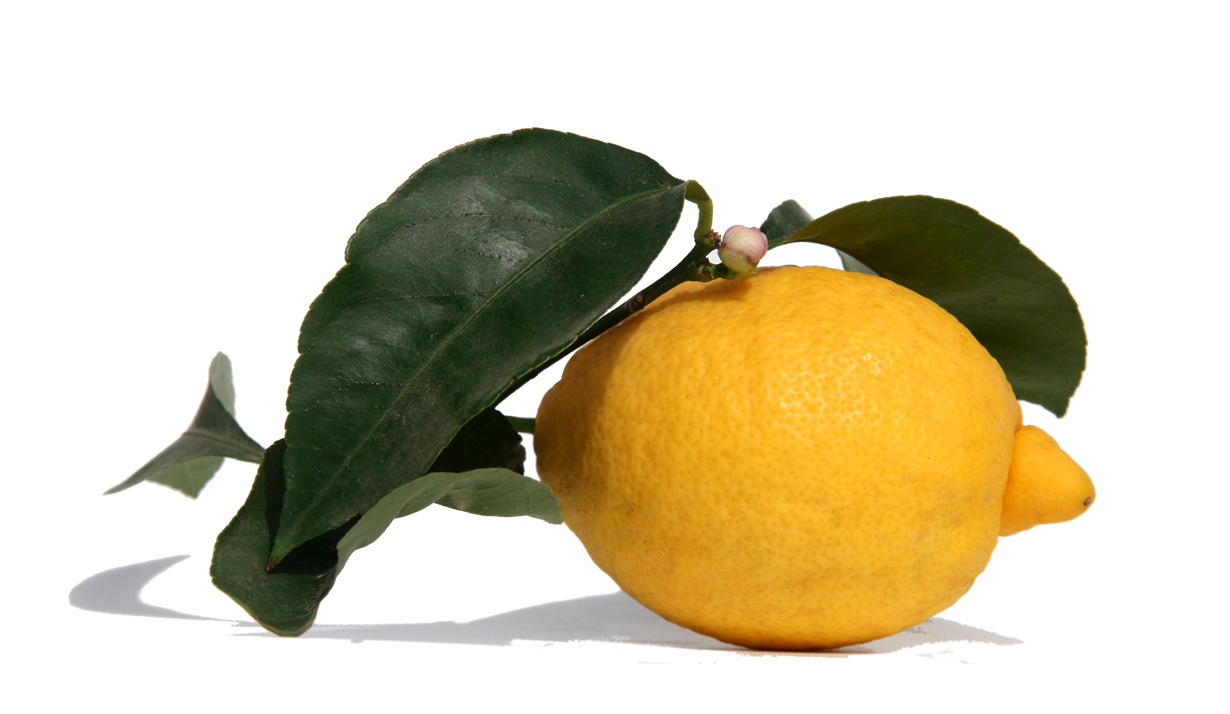
Femminello oblong Fusillo

1. Le citron à peau douce (Citrus limonium tenue Riss.) ou lustrino. Petit fruit sphérique à peau lisse et très épaisse. Diamètre > 50 mm, poids > 80 g. Parfum intense.
2. Citron oblong (C. limonium oblongum Riss.) ou fusillo. Fruit allongé, diamètre > 60 mm, poids >100 g, jus > 30 % du poids, acidité > 3,5 %.

La récolte se fait toute l'année, les citrons de janvier de Vico del Gargano (ville de l'amour) cueillis lors de la fête patronale de San Valentino sont connus sous le nom de citron de San Valentino.

### Utilisation
C'est un condiment incontournable de la cuisine des Pouilles, citron farci au thon, câpres et olives, pâtisserie, plats salés (escargots au jus de citron).

### Huile essentielle
La version du limoncello de Rodi Garganico, nommée ambroisie de citron (ambrosia di limone) est un sirop concentré (1 g de sucre pour 1 g d'eau) additionné d'huile essentielle de citron hydro distillée, le tout reposé 25 jours. On en fait des pâtisseries. Cette liqueur est labellisée Produit Agroalimentaire Traditionnel (PAT) depuis 2001.